# جف هندریک
جفری پاتریک «جف» هندریک (انگلیسی: Jeffrey Patrick Hendrick؛ زادهٔ ۳۱ ژانویهٔ ۱۹۹۲) بازیکن فوتبال اهل ایرلند است.
از باشگاه‌هایی که در آن بازی کرده‌است می‌توان به دربی کانتی، برنلی و نیوکاسل یونایتد اشاره کرد.
وی همچنین در تیم ملی فوتبال جمهوری ایرلند بازی کرده‌است.